# Setina pallida
Setina pallida är en fjärilsart som beskrevs av Barend J. Lempke 1961. Setina pallida ingår i släktet Setina och familjen björnspinnare. Inga underarter finns listade i Catalogue of Life.